# Banco de Vasconia
El Banco de Vasconia fou un dels bancs regionals pertanyent al Grup Banco Popular. El 25 de setembre de 2008 fou absorbit pel Banco Popular Español, que pertany al mateix grup empresarial. L'àrea d'implantació del banc fou la regió de Navarra, on va ser fundat, i les veïnes regions del País Basc i La Rioja.
Va cotitzar en el Mercat Continu de les Borses de Madrid, Barcelona i Bilbao.
El Banc de Vasconia va estar controlat pel Banco Popular Español i integrat en l'estructura del seu grup. Comparteix amb aquest banc i amb la resta de societats del grup, la direcció i gestió, així com nombrosos serveis comuns. No obstant això, el Banc Popular va mantenir durant molts anys al Banc de Vasconia com a entitat jurídica independent i com a marca comercial al nord d'Espanya.

## Història
La companyia va ser fundada el 1901 sota la denominació de La Vasconia Seguros y Reaseguros, S.A., sent originalment una companyia asseguradora, especialitzada en assegurances contra incendis. El 1906 va reorientar la seva activitat cap a la banca i es va constituir com La Vasconia, Sociedad Anónima de Banca y Crédito. Cap al 1910 la companyia havia cobert la seva transformació en un banc havent liquidat les seves operacions d'assegurances. Des de la seva primera oficina bancària oberta a Pamplona el 1908, La Vasconia va anar creixent fins a arribar a posseir 21 sucursals bancàries el 1953, estant totes localitzades a Navarra, on es va consolidar com un dels bancs locals de referència.
El 1953 La Bascònia va ser adquirida per un altre banc local, el Banco de Crédito Navarro, que al seu torn seria posteriorment absorbit el 1972 pel Banco Central. La Vasconia va estar sota control del Banco de Crédito Navarro entre 1953 i 1962, quan va ser venut al Banco Popular Español, i en aquell moment la xarxa d'oficines s'havia vist reduïda a 9, en ser cedides al Crèdit Navarro. El Banco Popular Español va ser l'artífex de l'expansió de La Bascònia, sent un dels bancs regionals que va adquirir per aquella època i que va contribuir a potenciar. El 1966 va passar a anomenar-se Banco de La Vasconia i el 1975 va adquirir la seva actual denominació de Banco de Vasconia. El 25 de setembre del 2008, durant la Crisi financera global del 2007-2012, el consell d'administració del Banco Popular va prendre la decisió d'absorbir les seves filials Banco de Castilla, Banc de Crèdit Balear, Banco de Galicia i Banco de Vasconia.